# ویلفرید هارتونگ
ویلفرید هارتونگ (به انگلیسی: Wilfried Hartung) (زادهٔ ۱۶ اوت ۱۹۵۳) شناگر اهل آلمان است.